# Duitse deelstaatverkiezingen in Hessen 2008
De verkiezingen van 2008 voor de zeventiende Landdag van de Duitse deelstaat Hessen werden gehouden op 27 januari 2008.

## Stemming
| Partij    | Percentage van de stemmen | Zetels |
| --------- | ------------------------- | ------ |
| CDU       | 36,8 %                    | 42     |
| SPD       | 36,7 %                    | 42     |
| FDP       | 9,4 %                     | 11     |
| GRÜNE     | 7,5 %                     | 9      |
| Die Linke | 5,1 %                     | 6      |
| Overigen  | 4,2 %                     | 0      |
| Totaal    | 100 %                     | 110    |

De andere partijen die meededen haalden de kiesdrempel van 5% niet. Het opkomstpercentage bedroeg 64,3%.
Op grond van de verkiezingsuitslag moest minister-president Roland Koch een tijdelijke minderheidsregering van alleen zijn CDU vormen. Zijn coalitie met de FDP kon namelijk niet meer bogen op een meerderheid in het deelstaatparlement doordat deze nog maar over 53 van de 110 zetels beschikte.